# Дайзарт (Айова)
Дайзарт (англ. Dysart) — місто (англ. city) в США, в окрузі Тама штату Айова. Населення — 1281 особа (2020).

## Географія
Дайзарт розташований за координатами 42°10′20″ пн. ш. 92°18′33″ зх. д. / 42.17222° пн. ш. 92.30917° зх. д. (42.172101, -92.309096).  За даними Бюро перепису населення США в 2010 році місто мало площу 3,23 км², уся площа — суходіл.

## Демографія
Згідно з переписом 2010 року, у місті мешкало 1379 осіб у 544 домогосподарствах у складі 380 родин. Густота населення становила 428 осіб/км².  Було 598 помешкань (185/км²).
Расовий склад населення:
| - 97,6 % — білих - 0,5 % — чорних або афроамериканців - 0,2 % — азіатів - 0,1 % — корінних американців |

До двох чи більше рас належало 1,2 %. Частка іспаномовних становила 1,5 % від усіх жителів.
За віковим діапазоном населення розподілялося таким чином: 26,0 % — особи молодші 18 років, 52,6 % — особи у віці 18—64 років, 21,4 % — особи у віці 65 років та старші. Медіана віку мешканця становила 42,0 року. На 100 осіб жіночої статі у місті припадало 93,4 чоловіків;  на 100 жінок у віці від 18 років та старших — 88,5 чоловіків також старших 18 років.
Середній дохід на одне домашнє господарство  становив 65 948 доларів США (медіана — 56 875), а середній дохід на одну сім'ю — 76 566 доларів (медіана — 75 417). Медіана доходів становила 43 558 доларів для чоловіків та 35 682 долари для жінок. За межею бідності перебувало 12,1 % осіб, у тому числі 16,2 % дітей у віці до 18 років та 7,3 % осіб у віці 65 років та старших.
Цивільне працевлаштоване населення становило 786 осіб. Основні галузі зайнятості: освіта, охорона здоров'я та соціальна допомога — 30,3 %, роздрібна торгівля — 18,8 %, виробництво — 11,3 %, мистецтво, розваги та відпочинок — 7,5 %.